# ویندسور غربی، نیوجرسی
ویندسور غربی (به انگلیسی: West Windsor Township) شهری در ایالت نیوجرسی کشور ایالات متحده آمریکا است که جمعیت آن در سرشماری سال ۲۰۱۰ میلادی، ۲۷٬۱۶۵ نفر بوده‌است.